# Pflegestützpunkt
Ein Pflegestützpunkt (PSP) ist in Deutschland eine örtliche Auskunfts- und Beratungsstelle für Menschen mit Pflegebedarf bzw. deren Angehörige.
Pflegestützpunkte werden von den Kranken- und Pflegekassen auf Initiative eines Bundeslandes eingerichtet. Grundlage für die Errichtung der Pflegestützpunkte ist der am 1. Juli 2008 in Kraft getretene § 92c des SGB XI im Rahmen des Pflege-Weiterentwicklungsgesetzes (jetzt: § 7c SGB XI), nach dem jeder Pflegebedürftige Anspruch auf individuelle Pflegeberatung hat. In den Pflegestützpunkten übernehmen die Pflegeberater der Pflegekassen diese Aufgabe. Sie führen die Pflegeberatung durch, indem sie Betroffene und deren Angehörige über mögliche Hilfe-, Pflege- und Entlastungsleistungen informieren. Bei Bedarf geben sie konkrete Hilfestellungen, zum Beispiel beim Stellen von Anträgen. 

## Aufgaben
2017 wurden folgende Aufgaben der Pflegestützpunkte festgelegt:
- umfassende sowie unabhängige Auskunft und Beratung zu den Rechten und Pflichten nach dem Sozialgesetzbuch und zur Auswahl und Inanspruchnahme der bundes- oder landesrechtlich vorgesehenen Sozialleistungen und sonstigen Hilfsangebote,
- Koordinierung aller für die wohnortnahe Versorgung und Betreuung in Betracht kommenden gesundheitsfördernden, präventiven, kurativen, rehabilitativen und sonstigen medizinischen sowie pflegerischen und sozialen Hilfs- und Unterstützungsangebote einschließlich der Hilfestellung bei der Inanspruchnahme der Leistungen,
- Vernetzung aufeinander abgestimmter pflegerischer und sozialer Versorgungs- und Betreuungsangebote.[1]

Der Stützpunkt bildet hierfür das gemeinsame Dach für das Personal der Pflege- und Krankenkassen, der Altenhilfe oder der Sozialhilfeträger. Hier können sie den Betroffenen ihre Sozialleistungen erläutern und vermitteln.

## PSP-Netzwerke der Bundesländer
In Deutschland organisieren sich viele Pflegestützpunkte auf Länderebene. Die PSP-Netzwerke dienen der Vermeidung von Doppelstrukturen und der Stärkung kommunaler Beratungs- und Betreuungsangebote. Eine gemeinsame Organisation unter einem Dach erleichtert zudem Betroffenen und Angehörigen die Suche nach dem Stützpunkt in ihrer Nähe sowie die Kontaktaufnahme und Terminvereinbarung.